# Stadtlengsfeld
Stadtlengsfeld é uma localidade e antigo município da Alemanha localizada no distrito de Wartburgkreis, estado da Turíngia. Desde 1 de janeiro de 2019, forma parte do município de Dermbach.